# Stéphane Guillon
Pour les articles homonymes, voir Guillon.
Stéphane Guillon, né le 6 décembre 1963 à Neuilly-sur-Seine, est un acteur, humoriste et chroniqueur de radio et de télévision français, qui s'est fait connaître du grand public au début des années 2000 par ses chroniques sur Canal+ et France Inter.

## Biographie

### Formation
Stéphane Guillon est né le 6 décembre 1963 à Neuilly-sur-Seine. La famille de sa mère est corse.
Il est exclu de son lycée alors qu'il est en classe de seconde. Ses parents l'ayant inscrit dans un cours privé, « Les Hirondelles », situé près de la gare Saint-Lazare, à Paris pour y préparer le baccalauréat, il choisit de suivre une formation de comédien, notamment les cours de théâtre de Raymond Gérard, Jean-Laurent Cochet et Vera Gregh.
En mai 1981, le réalisateur Michel Gérard repère le jeune homme lors d'une improvisation au cours Raymond Girard. Quelques semaines plus tard, Stéphane Guillon joue son premier rôle au cinéma dans le film On s'en fout, nous on s'aime. Par la suite, il suit les cours de théâtre de Jean-Laurent Cochet et de Vera Gregh. En 1986, il part un an aux États-Unis pour apprendre l'anglais. Il travaille dans un restaurant français à Los Angeles. De retour en France, il tourne dans une dizaine de téléfilms.

### 1990-1999: début de carrière
Sa carrière d'humoriste débute en 1990 avec un premier spectacle solo intitulé C'est dur pour tout le monde !, qu'il présente au café-théâtre "Le Movies", une salle de vingt places qui accueille à la même époque les premiers spectacles de Jamel Debbouze, Dany Boon, Laurent Savard, Jean-Luc Lemoine et Michel Muller. La même année, Stéphane Guillon est invité à se produire à Montréal dans le cadre du festival Juste pour rire. Il remporte plusieurs prix dans différents festivals d'humour, notamment « La Mouette d'or » au festival de Deauville. Cette récompense lui est remise par Sylvie Joly, présidente du jury cette année là.

### 1999-2010: des chroniques à la télévision & à la radio, et la scène
En 1999 et 2000, il collabore à la chronique Fallait pas l'inviter avec Michel Muller sur Canal+, dans le cadre de l'émission Nulle part ailleurs, qu'anime alors Nagui. C'est en tant que chroniqueur qu'il se fait connaître du grand public. Il intervient en effet dans La Grosse Émission, sur Comédie !, en 2001-2002. Puis, après s'être fait remarquer sur scène dans son spectacle solo Petites horreurs entre amis au festival d'Avignon en 2002, puis au Théâtre de la Main d'Or au printemps 2003, il rejoint l'équipe du Fou du roi, que dirige Stéphane Bern sur France Inter.
Celui-ci lui propose de le suivre à la télévision, sur Canal+, dans son émission 20h10 pétantes, où il assure une chronique entre 2003 et 2005. Après l'arrêt de l'émission, il continue sur la même chaîne avec Thierry Ardisson dans Salut les Terriens ! à partir de 2006. On apprendra plus tard, au moment de son départ de l'émission, qu'il percevait une rémunération de 10 000 € par semaine. À partir de janvier 2008, il tient une chronique quotidienne intitulée « L'humeur de... » dans Le Six trente dix sur France Inter. À la suite d'un certain nombre de polémiques, cette chronique est supprimée par Jean-Luc Hees à l'été 2010. Il continue à mener en parallèle sa carrière d'humoriste sur scène, avec Liberté (très) Surveillée, son dernier spectacle en date, ainsi que d'acteur au cinéma.

### 2010-2017: moins dans les médias, mais toujours sur scène
Le 6 décembre 2010, jour de ses 47 ans, il est le maître de cérémonie de la soirée de clôture du Festival de comédie de Montreux. Le spectacle, intitulé Même pas peur ! Carte blanche à Stéphane Guillon est inédit et diffusé en direct sur France 4. Stéphane Guillon présente les sketchs d'humoristes dont il apprécie le talent comme Jean-Marie Bigard, Jean-Luc Lemoine ou Stéphane Rousseau et de jeunes comédiens tels que Malik Bentalha, Éric Antoine et d'autres. Ces prestations sont émaillées de ses propres interventions caustiques. Cette soirée regroupe plus d'un million de téléspectateurs, ce qui constitue la plus grosse audience de la soirée sur la TNT.
En juin 2012, il annonce ne pas vouloir continuer la saison suivante dans l'émission Salut les Terriens ![réf. nécessaire] avant d'y faire son retour en septembre 2015.
Entre 2011 et 2014, Stéphane Guillon publie une chronique hebdomadaire chaque samedi dans le journal Libération. Un recueil de ces chroniques, intitulé "Tout est Normal", sera publié aux éditions du Cherche Midi.
Son spectacle Certifié conforme est nommé dans la catégorie "Meilleur One Man Show" des Globes de Cristal 2016.
Il n'est pas reconduit pour la saison 2017-2018 de Salut les terriens !.

### Vie privée
Stéphane Guillon est le fils de la galeriste Fanny Guillon-Laffaille, spécialiste de l'artiste Raoul Dufy, et de Pierre-Marie Guillon, conseiller en gestion de patrimoine, auteur d'une encyclopédie des placements réalisés en œuvres d'art, Le Guillon.
De 2005 à 2018, il vit en couple avec Muriel Cousin, chroniqueuse télé et radio, qui collabore à l'écriture de ses textes et le met en scène,. Ils se marient le 24 septembre 2011, à la mairie de Ville-d'Avray. Il a trois enfants nés d'une précédente union et une fille, Violette, née de sa relation avec Muriel Cousin. Ils se séparent en 2018. De 2019 à 2023, il est en couple avec l'actrice belge Sophie Maréchal (d) ,.

## Controverses

### Lors d'un spectacle à Bastia
En mai 2012, lors d'un spectacle à Bastia, il aurait fait éloigner un homme en fauteuil roulant des premiers rangs car la présence de celui-ci aurait pu empêcher les « valides » de rire. Dans un droit de réponse publié dans le journal Corse Matin deux jours plus tard, Stéphane Guillon s'est défendu d'avoir déplacé une personne en raison de son handicap, arguant, au contraire, avoir cherché à ce qu'elle soit le mieux installée possible.

### À propos de Nicolas Dupont-Aignan
Après le ralliement de Nicolas Dupont-Aignan à Marine Le Pen, au lendemain du premier tour de l'élection présidentielle de 2017, Guillon déclare le 1er mai 2017 sur LCI : « Il a perdu sa maman il y a deux jours, donc j’ai respecté ce moment. Je me suis dit que ma mère aurait fait la même chose si je m’étais engagé aux côtés de Marine Le Pen et si j’avais déclaré être son Premier ministre, vouloir travailler avec elle : je pense que ma mère se serait aussi laissée mourir comme Madame Dupont-Aignan ». Le porte-parole de Nicolas Dupont-Aignan, Laurent Jacobelli, dénonce le même jour ces propos : « Jeudi 27 avril, la mère de Nicolas Dupont-Aignan est en effet décédée dans ses bras. Le caractère de cette déclaration à la suite d'un drame familial est profondément abject ».

### Dans les chroniques de20h10pétantes
Dans l'émission 20 h 10 pétantes, il a à plusieurs reprises suscité la colère, voire l'hostilité de certains invités :
- Le 14 mars 2005, le chanteur Vincent Delerm lui reproche de quitter le plateau juste après sa chronique, le privant ainsi de la possibilité de répondre. Il a sorti un numéro de L'Équipe et l'a lu durant la chronique de Guillon, jouant le « coup du mépris »[23].
- Le 30 mars 2005, l'actrice Agnès Soral lui reproche de faire de l'humour à propos du viol dont elle a été victime ; à quoi Guillon répond qu'il fustigeait la police espagnole, chargée de retrouver le violeur, et qu'il ne voulait pas heurter Agnès Soral[24].
- Benjamin Castaldi obtient de la production de l'émission que son portrait ne soit pas diffusé[25].

### Chronique sur Dominique Strauss-Kahn
Le 17 février 2009, Dominique Strauss-Kahn, alors directeur général du Fonds monétaire international (FMI), est la cible de Stéphane Guillon dans sa chronique matinale sur France Inter. Avant de commencer son entretien avec Nicolas Demorand, immédiatement après la chronique, il déclare avoir « assez peu apprécié les commentaires » de Guillon,, ce qui déclenche un nombre record de connexions à la vidéo de la chronique. Frédéric Schlesinger, directeur délégué de France inter a préféré présenter à Dominique Strauss-Kahn les excuses de France Inter.
Le président Nicolas Sarkozy dénonce alors « l'humour méchant » du chroniqueur, à propos de cette chronique et de celle où Guillon compare Martine Aubry à un petit pot à tabac. Stéphane Guillon en rit et déclare que sa place pour l'année suivante est assurée.
Le 2 mars 2009, Guillon est l'invité de l'émission Mots croisés sur France 2 pour débattre de l'humour et de ses limites et revenir sur l'épisode Strauss-Kahn. Quelques jours plus tard, le 6 mars, l'humoriste participe, accompagné de Didier Porte, à un plateau d'Arrêt sur images sur le thème « Les humoristes sont des journalistes de complément ». Les deux humoristes y dénoncent une différence de traitement de l'humour entre les radios privées et publiques, et voient dans l'attaque du président une manière d'atteindre Jean-Paul Cluzel, alors directeur de Radio France.
Cette chronique sur Strauss-Kahn et ses conséquences ont eu un large retentissement, certains organes de presse non francophones ayant même repris l'information.

### Chronique sur Éric Besson
Le 22 mars 2010, au lendemain des élections régionales, Guillon consacre sa chronique de France Inter à Éric Besson, alors ministre de l'Immigration, qu'il assimile à un suppôt du nazisme œuvrant, « en taupe », à l'instauration d'une France « pure et blanche » avec « Marine Le Pen comme présidente ». Le ministre lui ayant proposé de s'expliquer dans le cadre d'un débat télévisé, l'animateur refuse, comme l'indiquera la direction de la chaîne I-Télé, qui proposait d'accueillir ce débat[réf. nécessaire].

### Chroniques sur France Inter

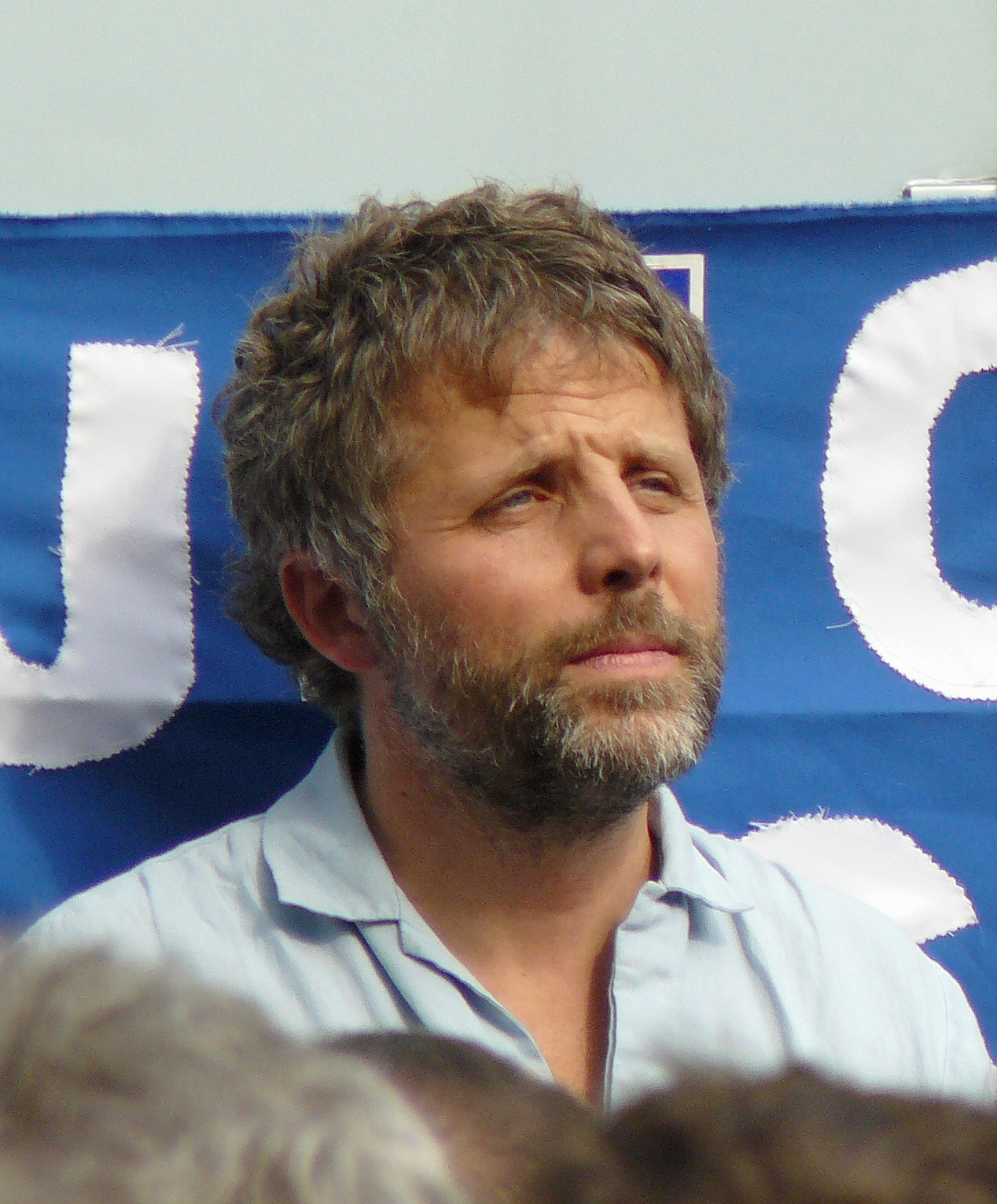
Stéphane Guillon devant la Maison de la Radio à Paris, le 1 juillet 2010, lors du rassemblement de protestation contre son licenciement et celui de Didier Porte de France Inter.

Stéphane Guillon a plusieurs fois critiqué Philippe Val, directeur de France Inter depuis l'été 2009, et Jean-Luc Hees, président de Radio France nommé par Nicolas Sarkozy durant l'été 2009, les accusant de mettre l'humour à l'index lorsqu'il touche les puissants, en particulier les hommes politiques. Il a pris position sur les conséquences d'une chronique d'un de ses collègues de France Inter, Didier Porte, rappelé à l'ordre après avoir fait dire à Dominique de Villepin, dans un billet d'humour au ton grossier, qu'il sodomisait le président de la République par la pensée.
Stéphane Guillon a notamment demandé à Philippe Val de préciser quelle devait être la limite de l'humour si l'on commençait à vouloir le restreindre. Il a rappelé que Val était représenté en 1987 sur l'affiche d'un spectacle d'humour en train de sodomiser le ministre de la Culture de l'époque, François Léotard,.
Quelques jours plus tard, Jean-Luc Hees annonçait que Stéphane Guillon et Didier Porte ne seraient pas reconduits à la rentrée 2010, éviction commentée le matin même par Guillon dans sa chronique,,. Dans cet ultime billet, il déplore la « liquidation totale des humoristes » et les pratiques actuellement en cours à France Inter, dont il revisite le slogan « France Inter : écoutez l'indifférence ! ». Il ajoute cependant : « France Inter est une radio de gauche qui se comporte comme la pire entreprise de droite ».

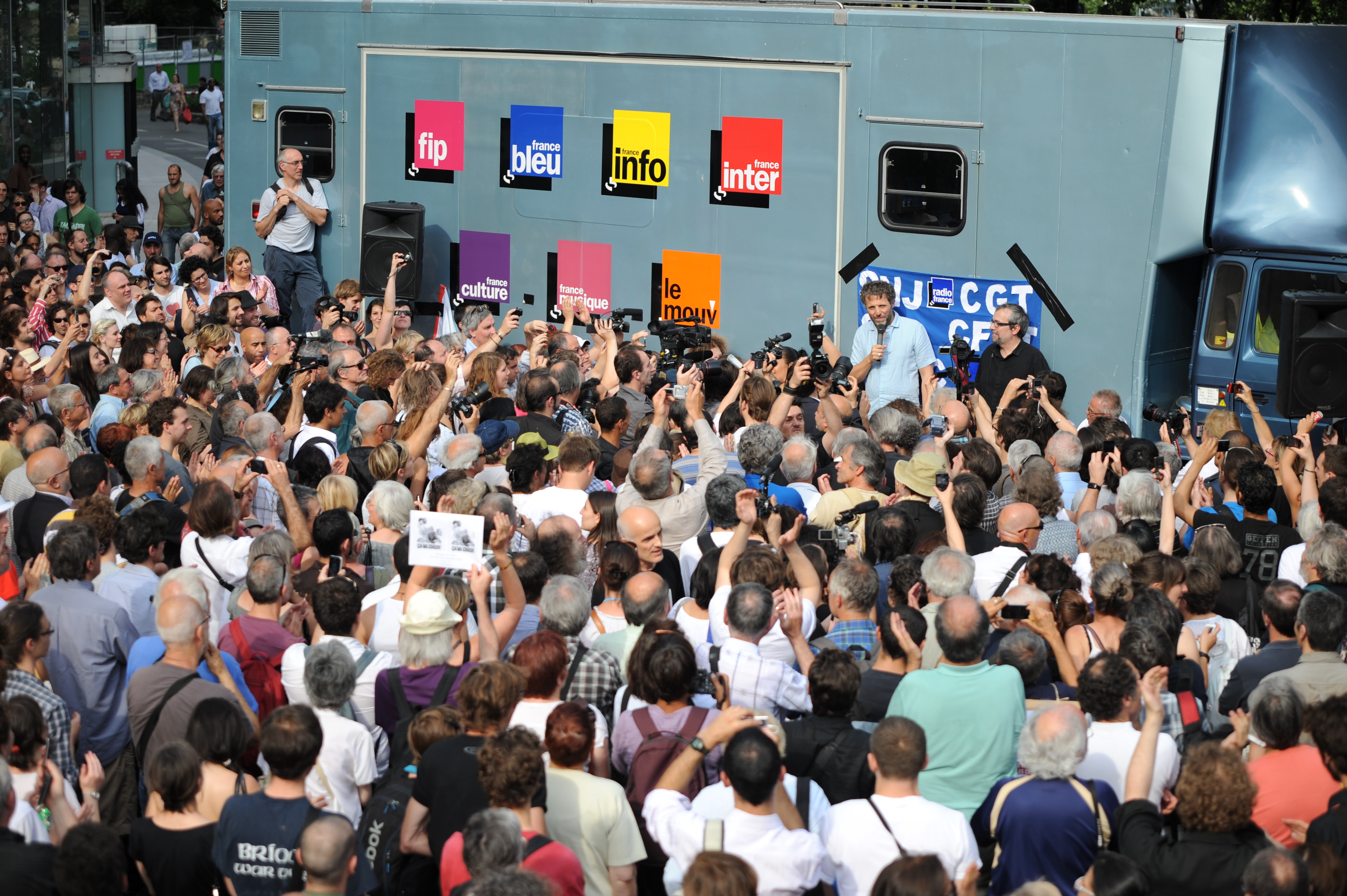
Manifestation de soutien à Stéphane Guillon et Didier Porte, le 1er juillet 2010 devant les locaux de Radio France.

De nombreuses personnalités politiques ou du monde de la radio ont réagi à la suite de ce non-renouvellement de contrat, principalement pour dénoncer la perte d'indépendance de Radio France et en particulier de France Inter. Une lettre ouverte est diffusée à destination des auditeurs de la radio, dans laquelle le personnel de France Inter se dit « sous le choc » et rappelle son « attachement indéfectible à la liberté de ton, à l’impertinence, à l’exigence, à la différence », tandis qu'une pétition est lancée par des auditeurs et des salariés de Radio France (réunissant plus de 40 000 signatures au 1er juillet et plus de 85 000 au 31 août 2010). Le 1er juillet, environ deux mille personnes se sont rassemblées devant la Maison de la Radio, siège de Radio France, pour manifester leur soutien à Guillon et Porte et demander leur réintégration.
Le 28 janvier 2011, France Inter est condamné par le conseil de prud'hommes de Paris à verser à Stéphane Guillon 212 011,55 euros de dommages et intérêts pour licenciement abusif,. La cour d'appel de Paris confirme cette décision en janvier 2013, ajoutant à la décision précédente 23 000 euros au titre du préjudice moral.

## Résumé de carrière

### Filmographie

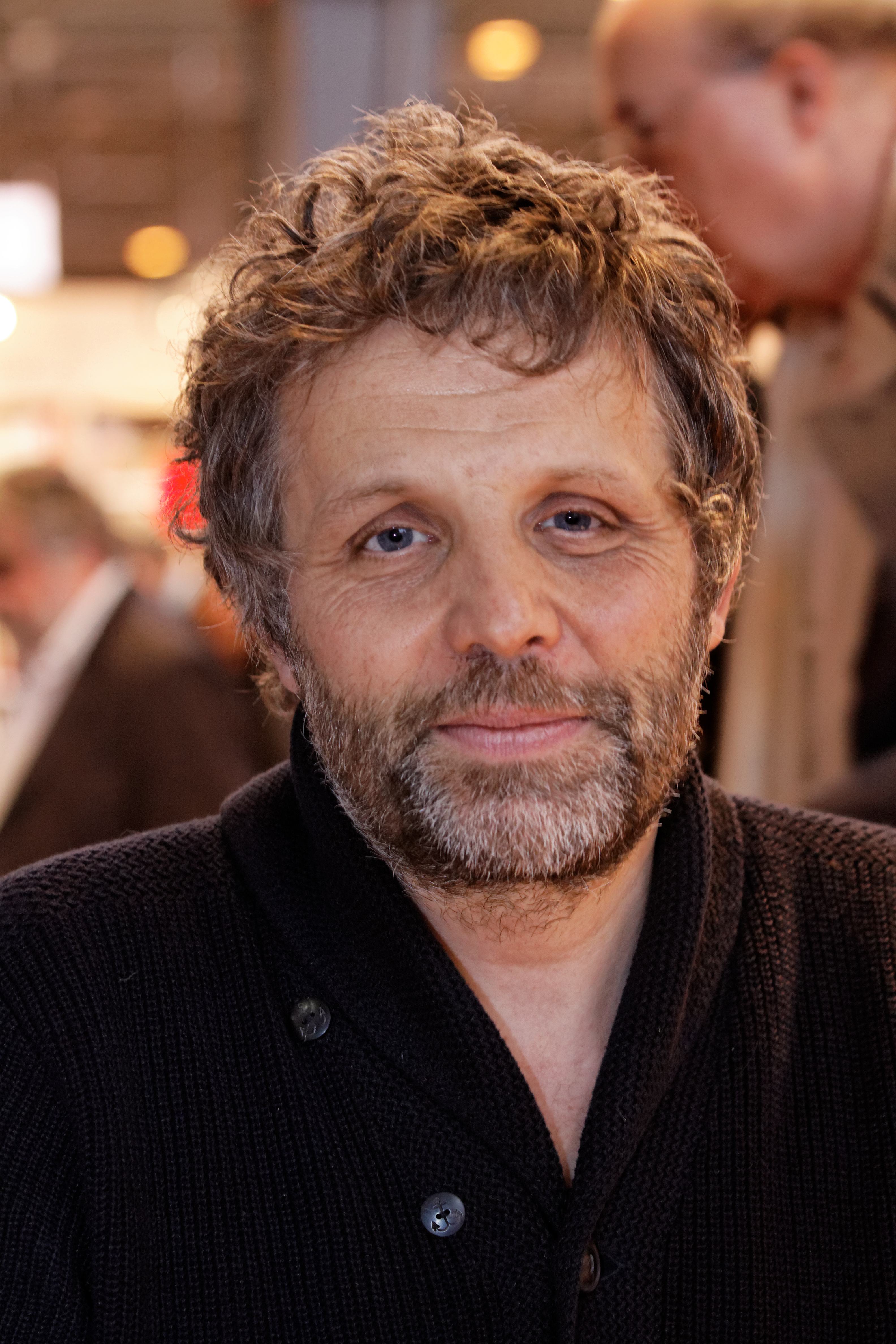
Stéphane Guillon lors du salon du livre de Paris en mars 2012.

#### Cinéma
- 1982 : On s'en fout, nous on s'aime de Michel Gérard
- 1989 : Des yeux couleur du temps, de Philippe Sisbane (court-métrage)
- 1991 : La Neige et le Feu, de Claude Pinoteau
- 1992 : La Règle du je, de Françoise Etchegaray : Simon
- 1998 : Harlem, de François Cuel (court métrage)
- 1998 : À vendre, de Laetitia Masson
- 2000 : La Taule, d'Alain Robak : Dingo
- 2001 : Comment j'ai tué mon père, d'Anne Fontaine : Patrick
- 2002 : Sachez chasser, d'Elsa Barrère et Marc Fitoussi (court métrage) : Gérard
- 2003 : Un grain de beauté, d'Odile Abergel (court métrage) : le producteur
- 2003 : Moi César, 10 ans ½, 1m39, de Richard Berry : le père de Sarah
- 2004 : Illustre inconnue, de Marc Fitoussi (court métrage) : le beau-frère
- 2004 : Une vie à t'attendre, de Thierry Klifa : Loïc
- 2007 : La Vie d'artiste, de Marc Fitoussi : le remplaçant de Michel
- 2010 : Le temps de la kermesse est terminé, de Frédéric Chignac : Alex
- 2013 : Les Âmes de papier de Vincent Lannoo : Paul
- 2022 : La Page blanche de Murielle Magellan : William

#### Télévision
- 1989 : La Comtesse de Charny, de Marion Sarraut : Isidore de Charny (6 épisodes)
- 1989 : Juliette en toutes lettres, de Gérard Marx (série de 12 épisodes)
- 1991 : Jeux de vilains, de Charles L. Bitsch : Gabriel
- 1991 : Navarro de Gérard Marx (1 épisode)
- 1992 : Turbulences, d'Élisabeth Rappeneau : Ugo
- 1998 : Elle a l'âge de ma fille, de Jacques Otmezguine : Antoine
- 1999 : Drôles de clowns, de Thierry Binisti : Mo
- 2000 : La Double Vie de Jeanne, d'Henri Helman : Sylvain
- 2002 : Vu à la télé, de Daniel Losset : Maurice
- 2013 : Hitchcock by Mocky : Rufus (1 épisode)
- 2018 : Munch : Pierre Lomard (3 épisodes)
- 2019 : Double je, saison 1, épisode 5 Drame shakespearien (réal. Akim Isker) : le directeur de l'école de théâtre
- 2019 : Le Bazar de la Charité d'Alexandre Laurent : Célestin Hennion : (8 épisodes)
- 2019 : Astrid et Raphaëlle, saison 1, épisode 4 La chambre close : l'écrivain Alain Lamarck
- 2020 : Crime à Saint-Affrique : Docteur Alain Rougemont
- 2021 : Le Remplaçant de Nicolas Guicheteau : Xavier Meilleur
- 2021 : Astrid et Raphaëlle, saison 3, épisode 4 La chambre ouverte de Chloé Micout
- 2024 : Astrid et Raphaëlle, saison 5, épisode 8 Un mariage et quatre enterrements : l'écrivain Alain Lamarck

#### DVD
- 2007 : En avant la musique
- 2008 : Portraits au vitriol
- 2011 : Liberté (très) surveillée

### Parcours en radio
- 2003-2008 : collaborateur du Fou du roi que dirige Stéphane Bern sur France Inter
- 2008-2010 : auteur d'une chronique quotidienne intitulée « L'humeur de... » dans Le Six trente dix sur France Inter

### Spectacles solo
- 2002 : Petites horreurs entre amis (Joué au Théâtre de la Main d'Or)
- 2006 : En avant la musique (Joué au Théâtre Trévise, au Palais des Glaces, en tournée et dernières au Bataclan)
- 2010 : Liberté (très) surveillée (Joué au Théâtre Déjazet, au Théâtre de Paris et au théâtre de Grenoble).
- 2015 : Certifié Conforme
- 2018 : Premiers Adieux
- 2021 : sur scène (en tournée et au Théâtre Tristan Bernard à Paris en 2022)

### Théâtre
- 2012 : Inconnu à cette adresse de Kressmann Taylor adapté par Michèle Lévy-Bram au théâtre Antoine
- 2013 : La société des loisirs de François Archambault, mise en scène Stéphane Hillel, Petit Théâtre de Paris
- 2014 : Inconnu à cette adresse de Kressmann Taylor adapté par Michèle Lévy-Bram au théâtre Antoine
- 2015 : Le Système d'Antoine Rault, mise en scène Didier Long, Théâtre Antoine
- 2017 : Modi de Laurent Seksik, mise en scène Didier Long, théâtre de l'Atelier
- 2018 : Inconnu à cette adresse de Kressmann Taylor, lecture dirigée par Delphine de Malherbe, Festival d'Anjou
- 2024 : Inconnu à cette adresse de Kressmann Taylor, mise en scène Jérémie Lippmann, Théâtre Antoine

### Publications
- 2005 : Jusque-là… tout allait bien !, Canal+ éditions / Albin Michel, 287 p. (ISBN 978-2-226-14422-5)
- 2006 : Guillon aggrave son cas, Canal+ éditions / Albin Michel, 283 p. (ISBN 978-2-226-14443-0)
  - rééd. 2009, Seuil, coll. « Points » (no 2126)  (ISBN 978-2-7578-1346-1)
- 2010 : « On m'a demandé de vous calmer », Paris, Stock, 2010, 332 p. (ISBN 978-2-234-06350-1)
- 2011 : « On m'a demandé de vous virer », Paris, Stock, 2011 (ISBN 978-2-286-07350-3)
- 2013 : Je me suis bien amusé, merci, Paris, Le Seuil, 2013 (ISBN 978-2-757-83361-2)
- 2014 : Tout est normal, Le Cherche midi, 2014, 240 p. (ISBN 978-2-749-14042-1)
- 2018 : Journal d'un infréquentable 2016-2017, Paris, Grasset, 2018, 288 p. (ISBN 978-2-246-81488-7)
- 2024 : Fini de rire, Albin Michel, 2024, 256 p. (ISBN 978-2-226-49553-2)

## Distinctions

### Récompenses
- Festival Jean Carmet de Moulins 2001 : Meilleur second rôle masculin (Prix du Public) pour Comment j'ai tué mon père
- Globes de Cristal 2012 : meilleur one man show

### Nomination
- Molières 2023 : Molière de l'humour pour Sur scène